# Хрипки (Зеньковский район)

Хрипки (укр. Хрипки) — село,
Шиловский сельский совет,
Зеньковский район,
Полтавская область,
Украина.
Код КОАТУУ — 5321387808. Население по переписи 2001 года составляло 77 человек.

## Географическое положение
Село Хрипки находится в 1-м км от левого берега реки Грунь.
На расстоянии в 0,5 км расположено село Подозерка.
По селу протекает пересыхающий, сильно заболоченный ручей.
Рядом проходит автомобильная дорога Т-1706.

## История
В 1911 году на хуторе Хрипков проживало 175 человек (87 мужского и 88 женского пола)
Есть на карте 1812 года как хутор Хрипков